# Leśniki (rejon wołkowyski)
Leśniki (biał. Леснікі, Lesniki; ros. Лесники, Lesniki) – wieś na Białorusi, w obwodzie grodzieńskim, w rejonie wołkowyskim, w sielsowiecie Gniezno. W źródłach występuje także nazwa Leśniaki.
Znajduje tu się przystanek kolejowy Leśniki, położony na linii Wołkowysk – Brzostowica.
W dwudziestoleciu międzywojennym leżały w Polsce, w województwie białostockim, w powiecie wołkowyskim, w gminie Mścibów.